# Узкое (озеро, Лоухский район)
Узкое — пресноводное озеро на территории Малиновараккского сельского поселения Лоухского района Республики Карелии.

## Общие сведения
Площадь озера — 2,3 км², площадь водосборного бассейна — 24 км². Располагается на высоте 25,4 метров над уровнем моря.
Форма озера лопастная, продолговатая: оно более чем на четыре километра вытянуто с запада на восток. Берега изрезанные, каменисто-песчаные, местами заболоченные.
Из западной оконечности озера вытекает безымянный водоток, втекающий с правого берега в реку Чёрную, которая впадает в Кандалакшский залив Белого моря.
В озере расположено не менее восьми небольших безымянных островов.
У западной оконечности Узкого проходит линия железной дороги Санкт-Петербург — Мурманск.
Код объекта в государственном водном реестре — 02020000711102000001937.